# کیناز وابسته به فسفاتیدیل‌اینوزیتول ۳-کیناز
کیناز وابسته به فسفاتیدیل‌اینوزیتول ۳-کیناز (انگلیسی: Phosphatidylinositol 3-kinase-related kinase) یا به اختصار «PIKKs» خانواده‌ای از پروتئین‌های کیناز اختصاصی سرین/ترئونین که توالی ساختاری مشابهی با فسفواینوزیتید ۳-کیناز دارند.

## اعضا
در انسان این خانواده پروتئینی شامل ۶ عضو است:
| ژن    | پروتئین                                                      | عملکرد                                                                |
| ----- | ------------------------------------------------------------ | --------------------------------------------------------------------- |
| ATM   | آتاکسی-تلانژکتازی جهش‌یافته                                   | پاسخ به آسیب دی‌ان‌ای                                                   |
| ATR   | وابسته به آتاکسی تلانژکتازی و آرای‌دی ۳                       | پاسخ به آسیب دی‌ان‌ای                                                   |
| PRKDC | زیرواحد کاتالیتیک پروتئین کیناز وابسته به پروتئین (DNA-PKcs) | پاسخ به آسیب دی‌ان‌ای                                                   |
| mTOR  | مولکول هدف راپامایسین در پستانداران (mTOR)                   | کیناز تنظیم‌شونده با مواد مغذی که متابولیسم و رشد سلولی را کنترل می‌کند |
| SMG1  | سرکوب‌کننده مورفوژنز در اندام تناسلی                          | تنظیم پدیدۀ «تحلیل به‌واسطۀ جهش بی‌معنی» در mRNA                        |
| TRRAP | پروتئین مرتبط با دومِـین تراریزی/رونویسی ژنتیکی               | کمک به فعال‌سازی فاکتور رونویسی                                        |

پروتئین مرتبط با دومِـین تراریختی/رونویسی ژنتیکی

## ساختار
این پروتئین‌ها دارای ۴ دومِـین هستند:
1. دومِـین FRAP-ATM- TRRAP پایانه آمینو (FAT)، PF02259 در Pfam

1. دومِـین کیناز (KD؛ ‏ PI3_PI4_kinase)
2. دومِـین تنظیمی کیناز وابسته به فسفاتیدیل‌اینوزیتول ۳-کیناز (PRD)
3. دومِـین FAT پایانه کربوکسیل (FATC)، PF02260 در Pfam